# Lourdoueix-Saint-Michel
Lourdoueix-Saint-Michel är en kommun i departementet Indre i regionen Centre-Val de Loire i de centrala delarna av Frankrike. Kommunen ligger i kantonen Aigurande som tillhör arrondissementet La Châtre. År 2022 hade Lourdoueix-Saint-Michel 303 invånare.

## Befolkningsutveckling
Antalet invånare i kommunen Lourdoueix-Saint-Michel
Referens:INSEE